# Carlota, Grã-Duquesa de Luxemburgo
Carlota, Grã-Duquesa de Luxemburgo GCTE • GCBDO (Castelo de Berg, 23 de janeiro de 1896 — Castelo de Fischbach, 9 de julho de 1985) foi a segunda filha de Guilherme IV, Grão-Duque de Luxemburgo e de sua consorte, a infanta Maria Ana de Bragança. Seus avós maternos foram o rei Dom Miguel I de Portugal e a princesa Adelaide de Löwenstein-Wertheim-Rosenberg.

## Biografia
Quando sua irmã mais velha, a grã-duquesa Maria Adelaide, que tinha sucedido a seu pai, foi forçada a abdicar em 14 de janeiro de 1919, Carlota teve que lidar com as tendências revolucionárias de seu país. Diferentemente da irmã, ela escolheu não se envolver na política.
Em um referendo quanto à nova constituição, realizado em 28 de setembro de 1919, 77,8% do povo luxemburguês votou para a continuação da monarquia grã-ducal com Carlota como Chefe de Estado. Nesta constituição, todavia, o poder da monarquia foi severamente restrito.
Na Segunda Guerra Mundial, a grã-duquesa, a família grã-ducal e o governo do Luxemburgo refugiam-se na França e, após a rendição da França aos alemães, obtêm um visto do cônsul português Aristides de Sousa Mendes em Bordéus. Mudam-se para Portugal, numa comitiva de 17 carros e 72 pessoas. Instalaram-se no Hotel do Buçaco. Salazar atribui à grã-duquesa e aos seus ministros o estatuto de refugiados desde que estes se abstivessem de qualquer atividade ou declarações políticas. Depois de Coimbra, a grã-duquesa muda-se para Cascais.
Mais tarde, sediaram-se no Canadá, em Quebec, onde angariaram fundos para apoiar os seus concidadãos refugiados.
Carlota, em exílio em Londres, revelou ser um importante símbolo de unidade nacional. Na BBC fez uma alocução, em luxemburguês, protestando contra a anexação do seu país, que teve um enorme impacto. 
Apenas regressou ao Luxemburgo após luz verde dos Aliados, em abril de 1945.

## Casamentos e filhos
Em 6 de novembro de 1919, Carlota desposou o príncipe Félix de Bourbon-Parma, seu primo-irmão. Eles tiveram seis filhos:
- João, Grão-Duque de Luxemburgo (1921-2019), desposou a princesa Josefina Carlota da Bélgica.
- Isabel de Luxemburgo (1922-2011), desposou o duque Francisco de Hohenberg.
- Maria Adelaide de Luxemburgo (1924-2007), desposou o conde Karl Henckel de Donnersmarck.
- Maria Gabriela de Luxemburgo (1925), desposou o conde Knud de Holstein-Ledreborg.
- Carlos de Luxemburgo (1927-1977), desposou Joan Dillon, filha de C. Douglas Dillon.
- Alice de Luxemburgo (1929-2019), desposou o príncipe Antônio de Ligne.

## Abdicação e morte
Em 12 de novembro de 1964, Carlota abdicou em favor de seu filho mais velho, o príncipe João, que tinha sido regente por três anos. A grã-duquesa morreu de câncer em julho de 1985, aos oitenta e nove anos de idade.

## Condecorações
- Grã-Cruz da Antiga e Muito Nobre Ordem Militar da Torre e Espada, do Valor, Lealdade e Mérito de Portugal (29 de Setembro de 1933)[6]
- Grã-Cruz da Banda das Duas Ordens de Portugal (27 de Janeiro de 1949)[6]